# ویت بریستول براس
 ویت بریستول براس (انگلیسی: DeWitt Bristol Brace؛ زاده ۵ ژانویهٔ ۱۸۵۹ درگذشته ۲ اکتبر ۱۹۰۵) یک فیزیک‌دان اهل ایالات متحده آمریکا بود.